# Valjouze (Alagnon)
Pour les articles homonymes, voir Valjouze.
Le Valjouze ou ruisseau de Valjouze est un ruisseau français qui coule dans le département du Cantal. Il prend sa source au nord de la planèze de Saint-Flour et se jette dans l’Alagnon en rive droite. C’est donc un sous-affluent de l’Allier puis de la Loire.

## Toponymie
Le Valjouze porte des noms différents. Selon l'endroit où il coule on le nomme ruisseau de Valjouze, ruisseau de Landaroux ou  ruisseau de Lissargues.

## Affluents
Le Valjouze compte deux affluents référencés.
- le Rézentières
- l'Antraigues

## Communes traversées
D'amont en aval, le ruisseau traverse les communes suivantes, toutes situées dans le département du Cantal.
- Talizat, Valjouze, Ferrières-Saint-Mary